# Lied für Sachsen-Anhalt
Das Lied für Sachsen-Anhalt ist eine Landeshymne, die sich auf das Land Sachsen-Anhalt bezieht. Text und Melodie stammen von Klaus Adolphi. Es hat keine offizielle Funktion, obwohl es 1991 von der damaligen Landesregierung unter Ministerpräsident Gerd Gies im Rahmen eines Wettbewerbes zwischen verschiedenen Liedern mit dem Ziel, offizielle Landeshymne zu werden, ausgewählt wurde. Es ist heute zwar im Repertoire einiger regionaler Gesangvereine, erlangte jedoch bis heute nicht die Bekanntheit anderer deutscher Regionalhymnen wie das Niedersachsenlied, das Schleswig-Holstein-Lied, die Bayernhymne oder die Brandenburghymne.
im  Text heißt es u. a.: „Dieses Lied geh allen Herzen ein, (...) auch die Elbe soll uns Heimat sein, Sachsen-Anhalt stolz und kühn.“